# Unterseeboot 408
L'U-408 est un Unterseeboot type VII utilisé par la Kriegsmarine pendant la Seconde Guerre mondiale.
L'U-408 coula trois navires marchands pour un total de 19 689 tonneaux au cours des trois patrouilles qu'il effectua. Le sous-marin a également participé à deux Rudeltaktik.
Il fut coulé par un avion américain au nord de l'Islande en novembre 1942.

## Conception
Unterseeboot type VII, l'U-408 avait un déplacement de 769 tonnes en surface et 871 tonnes en plongée. Il avait une longueur totale de 67.10 m, un maitre-bau de 6,20 m, une hauteur de 9,60 m, et un tirant d'eau de 4,74 m. Le sous-marin était propulsé par deux hélices, deux moteurs Diesel F46 de six cylindres produisant un total de 2 060 à 2 350 kW en surface et de deux moteurs électriques Siemens-Schuckert GU 343/38-8 produisant un total 550 kW, en plongée. Le sous-marin avait une vitesse en surface de 17,7 nœuds (32,8 km/h) et une vitesse de 7,6 nœuds (14,1 km/h) en plongée. Immergé, il avait un rayon d'action de 80 milles marins (150 km) à quatre nœuds (7,4 km/h ; 4,6 milles par heure), en surface, son rayon d'action était de 8 500 milles nautiques (soit 15 700 km) à dix nœuds (19 km/h).
L'U-408 était équipé de cinq tubes lance-torpilles de 53,3 cm (quatre montés à l'avant et un à l'arrière) et embarquait quatorze torpilles. Il était équipé d'un canon de 8,8 cm SK C/35 (220 coups) et d'un canon anti-aérien de 20 mm Flak. Son équipage comprenait 45 sous-mariniers.

## Historique
Le sous-marin fut commandé le 16 octobre 1939 à Dantzig (Danziger Werft), sa quille fut posée le 30 septembre 1940, il fut lancé le 16 juillet 1941 et mis en service le 19 novembre 1941, sous le commandement du Korvettenkapitän Reinhard von Hymmen.
Sa première patrouille qui commence le 7 juin 1942, est précédée d'un bref passage à Kiel. Il navigua en Mer de Norvège et en Mer de Barents jusqu'au 16 juillet, puis il rentre à la base de Skjomenfjord après 40 jours en mer.
Sa deuxième patrouille du 10 au 26 septembre 1942, soit 17 jours en mer, se passe dans les mêmes eaux que celles de sa première patrouille. Il coule le Stalingrad le 13 septembre, à 190 km au sud-ouest du Spitzberg. Il coule le même jour le cargo Oliver Ellsworth. Le capitaine du bateau soviétique, A. Sakharov reçu la Croix de George, après avoir survécu 40 minutes dans l'eau glacée de l'Arctique.
Le lendemain, il coule le navire marchand Atheltemplar au sud-ouest de l'Île aux Ours.
Sa troisième et dernière patrouille commence le 31 octobre 1942, de la base de Narvik.
Le 5 novembre 1942, il est coulé par un PBY Catalina au nord de l'Islande à la position géographique 67° 40′ N, 18° 32′ O après seulement 6 jours en mer.
Les 45 membres d'équipage meurent dans cette attaque.

### Rudeltaktik
L'U-408 pris part à deux Rudeltaktik (meutes de loup) durant sa carrière opérationnelle :
- Eisteufel (21 juin - 10 juillet 1942)
- Trägertod (12-22 septembre 1942)

## Affectations
- 5. Unterseebootsflottille du 19 novembre 1941 au 30 avril 1942 (Flottille d'entraînement).
- 9. Unterseebootsflottille du 1er mai 1942 au 30 juin 1942 (Flottille de combat).
- 11. Unterseebootsflottille du 1er juillet 1942 au 5 novembre 1942 (Flottille de combat).

## Commandement
- Korvettenkapitän Reinhard von Hymmen du 19 novembre 1941 au 5 novembre 1942

## Navires coulés
| Date              | Nom                 | Nationalité      | Tonnage | Sort  |
| ----------------- | ------------------- | ---------------- | ------- | ----- |
| 13 septembre 1942 | SS Oliver Ellsworth | États-Unis       | 7 191   | Coulé |
| 13 septembre 1942 | SS Stalingrad       | Union Soviétique | 3 559   | Coulé |
| 14 septembre 1942 | MV Atheltemplar     | Royaume-Uni      | 8 939   | Coulé |